# 亨德里克·路西法
亨德里克·路西法（Hendrick Jacobszoon Lucifer，1583年—1627年）是一位著名的荷蘭籍海盜和暴徒，在他名字中的「路西法」很有可能指的不是晨星，而是堕落天使路西法，这個名字相信是由于他喜歡使用火焰和煙霧嚇唬敵人而得到的綽號。

## 腳注
1. ↑  .   [2007-05-09]. （原始内容存档于2007-01-15）.
2. ↑  .   [2008-05-09]. （原始内容存档于2001-04-30）.

## 外部連結
- Isle of Tortuga （页面存档备份，存于）